# Coördinatisering
In de lineaire algebra is de coördinatisering die behoort bij een basis in een vectorruimte het isomorfisme dat de vectorruimte afbeeldt op de bijbehorende coördinatenruimte, waarbij de basisvectoren op de eenheidsvectoren worden afgebeeld. De coördinatisering voegt aan een element in de vectorruimte de coördinaten toe van het element ten opzichte van de gegeven basis. Zo wordt aan de vector {\displaystyle v=2b_{1}-b_{2}+7b_{3}} in een driedimensionale ruimte met basis {\displaystyle \{b_{1},\ b_{2},\ b_{3}\}} door de coördinatisering de coördinaten {\displaystyle (2,-1,7)\in \mathbb {R} ^{3}} toegevoegd. Het komt dus neer op het bepalen van de coördinaten van {\displaystyle v}.
Laat {\displaystyle V} een {\displaystyle n}-dimensionale vectorruimte zijn over het lichaam (Ned) / veld (Be) {\displaystyle K} en {\displaystyle B=\{b_{1},\ldots ,b_{n}\}} een basis voor {\displaystyle V}, dan is iedere vector {\displaystyle v\in V} een unieke lineaire combinatie van de basisvectoren:
{\displaystyle v=\beta _{1}b_{1}+\ldots +\beta _{n}b_{n}}
De lineaire afbeelding
{\displaystyle \mathrm {K} _{B}:V\to K^{n},\quad v=\beta _{1}b_{1}+\ldots +\beta _{n}b_{n}\mapsto (\beta _{1},\ldots ,\beta _{n})},
die dus aan een vector {\displaystyle v} de rij van coördinaten van {\displaystyle v} ten opzichte van de basis {\displaystyle B} toevoegt, is de bedoelde coördinatisering.
Een coördinatisering is een isomorfisme tussen de vectorruimte en de bijbehorende coördinatenruimte. Hieruit blijkt dat iedere {\displaystyle n}-dimensionale vectorruimte over {\displaystyle K} isomorf is met {\displaystyle K^{n}} en dat alle {\displaystyle n}-dimensionale vectorruimten over hetzelfde lichaam met elkaar isomorf zijn.